# ルイーズ・マリー・アデライード・ドルレアン

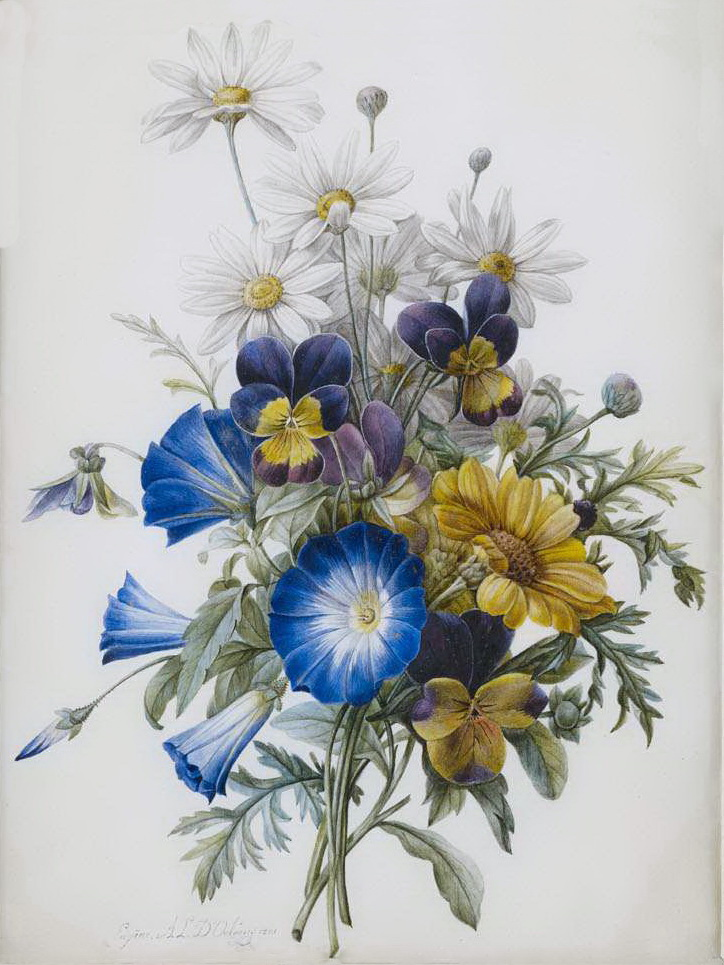
マダム・アデライードの植物画

ルイーズ・マリー・アデライード・ウジェニー・ドルレアン（Louise Marie Adélaïde Eugénie d'Orléans, 1777年8月23日 - 1847年12月31日）は、ブルボン朝・7月王政時代のフランスの王族。オルレアン公ルイ・フィリップ2世（平等公）とルイーズ・マリー・アデライード・ド・ブルボン（パンティエーヴル令嬢）の間の娘。フランス王ルイ・フィリップの妹で、7月王政期にはマダム・アデライード（Madame Adélaïde）と呼ばれた。

## 生涯
出生時はシャルトル令嬢（Mademoiselle de Chartres）と呼ばれたが、1782年に双子の姉の死によりオルレアン令嬢（Mademoiselle d'Orléans）の儀礼称号を引き継ぎ、翌1783年からはオルレアン公爵家の一人娘としてマドモワゼル（Mademoiselle）と称された。
フランス革命勃発後、1792年に養育係のジャンリス夫人とともにベルギーに逃れ、その後はスイスの女子修道院に匿われた。1794年に義理の叔母のコンティ公妃マリー・フォルテュネの元に移り、さらにバイエルン、ブラチスラヴァを転々とした末、ようやく1801年にスペインに亡命していた母と合流した。
1814年にパリに戻り、パレ・ロワイヤルでサロンを主宰して自由主義派から兄ルイ・フィリップへの支持を集めるために奔走した。ルイ・フィリップが1830年に7月革命でフランス王位に就いた後は、マダム・アデライードと呼ばれるようになった。彼女は常に兄に忠実な助言役で、ルイ・フィリップにとっては「エゲリア」のような存在であった。7月革命では兄に王位を受けるよう叱咤激励したと言われ、その政治的影響力は亡くなるまで衰えることは無かった。また贅沢を好まず、質素に暮らしたという。
1847年12月31日、パリのテュイルリー宮殿で死去。当時、貴族院議員としてテュイルリー宮に弔問しに行ったヴィクトル・ユーゴーは、妹の死により茫然自失したルイ・フィリップの姿を見て「彼の啜り泣きが霊魂の底から出ているのを感じた」と回想した。遺体はオルレアン家の墓所であるドルーのサン・ルイ王室礼拝堂に葬られた。2カ月後に起きた2月革命に伴いルイ・フィリップは没落する。
有名な植物画家、ピエール＝ジョゼフ・ルドゥーテから絵画の訓練を受け植物画家としても評価されている。